# شو سين
شو سين هو رابع ملوك سلالة أور الثالثة وهو ملك بلاد سومر واكد خلف الحكم من اخيه الأكبر امار سين في عهده كثرت الثورات الامورية ضده وتمكن الاموريون من الاستقلال في بعض المدن واستمرت الحروب بينه وبين القبائل الامورية لغاية وفاته وتولي ابنه ابي سين، حكم لمدة 8 سنوات (1972-1964 ق م).